# FK Daugava Riga (2003)
FK Daugava Riga was een Letse voetbalclub uit de stad Riga.
De club werd in 2003 opgericht als FK Jūrmala uit Jūrmala en speelde in 2004 voor het eerst in de hoogste klasse en werd 5e (op 8 clubs), de volgende drie seizoenen (2005, 2006, 2007) werd de 6e plaats bereikt. In 2006 werd RFS/Flaminko Rīga overgenomen. In 2008, met tien clubs in de competitie, eindigde de club op de 8e plaats in de reguliere competitie en werd 1e in de degradatiegroep met onderste vier clubs.
De club ging eind 2008 bankroet en voor het begin van de nieuwe competitie werd uit de restanten van de club en het eveneens failliet gegane JFC Kauguri/Multibanka (ontstaan uit JFC Kauguri Jūrmala en FK Multibanka Rīga), de nieuwe club FK Jūrmala-VV opgericht die in de Virslīga bleef spelen. Het voormalige tweede elftal speelt sindsdien als zelfstandige club onder de naam FC Jūrmala. In maart 2012 verhuisde de club naar Riga en ging als FK Daugava spelen. In 2012 wist de club zich op het hoogste niveau te handhaven na promotie-degradatiewedstrijden. In 2013 werd de club vierde en plaatste zicht voor de UEFA Europa League. In 2014 werd de club zevende en degradeerde. Begin 2015 werd de club opgeheven.

## In Europa
#Q = #kwalificatieronde, T/U = Thuis/Uit, W = Wedstrijd, PUC = punten UEFA coëfficiënten .
Uitslagen vanuit gezichtspunt FK Daugava Riga
| Seizoen | Competitie    | Ronde | Land               | Club        | Totaalscore | 1e W    | 2e W    | PUC |
| ------- | ------------- | ----- | ------------------ | ----------- | ----------- | ------- | ------- | --- |
| 2014/15 | Europa League | 1Q    | Vlag van Schotland | Aberdeen FC | 0-8         | 0-5 (U) | 0-3 (T) | 0.0 |

## Bekende (ex-)spelers
- Valērijs Šabala